# 콩고 민주 공화국군
콩고 민주 공화국군(프랑스어: Forces armées de la république démocratique du Congo, FARDC)은 콩고 민주 공화국을 방어하는 국가 조직이다. FARDC는 2003년 7월 제2차 콩고 전쟁이 끝난 후 평화 프로세스의 일환으로 부분적으로 재건되었다.
FARDC 구성원의 대부분은 육군이지만 소규모 공군과 그보다 더 소규모의 해군도 있다. 2010년~2011년에 이 세 군은 144,000명에서 159,000명 사이였을 수 있다. 또한 공화국 수비대라는 대통령 부대가 있지만, 이 부대와 콩고 국가 경찰(PNC)은 군대의 일부가 아니다.
수도 킨샤사의 정부, 유엔, 유럽 연합, 그리고 앙골라, 남아프리카 공화국, 벨기에를 포함한 양자 파트너들은 콩고 민주 공화국에 안정과 안보를 제공할 수 있는 실행 가능한 세력을 만들려고 시도했다. 그러나 이 과정은 부패, 부적절한 기부자 조정, 기부자 간의 경쟁으로 인해 방해를 받았다. 현재 FARDC 깃발 아래 모인 다양한 군부대는 수년간의 전쟁과 자금 부족으로 인해 아프리카에서 가장 불안정한 부대 중 일부이다.
FARDC는 이전 자이르 군대, 제2차 콩고 전쟁의 통합 반군 집단, 그리고 최근에 이에 합류한 민병대가 혼합되어 있다. 2014년부터 서부, 중부 남부, 동부 DRC를 각각 포괄하는 방어 구역으로 알려진 3개의 지리적 전투 사령부로 조직되었다.
전후 정부를 지원하기 위해 유엔은 콩고 민주 공화국 유엔 임무(현재는 MONUSCO라고 함)를 두었는데, 2023년까지 이 나라에 16,000명 이상의 평화유지군이 있었다. 주요 임무는 동부의 남키부 및 북키부와 같은 주요 지역의 보안을 제공하고 정부의 재건을 지원하는 것이었다. 외국 반군 집단도 지난 반세기 동안 그랬듯이 콩고에 있다. 가장 중요한 것은 로랑 은쿤다의 군대가 싸우고 있던 르완다 해방 민주군(FDLR)이지만, 반 우간다 주의 저항군과 같은 다른 소규모 집단도 존재한다.
FARDC의 법적 지위는 과도기 헌법 118조와 188조에 명시되어 있다. 이는 2006년 헌법 187조에서 192조까지의 조항으로 대체되었다. 2004년 11월 12일 법률 04/023은 국방 및 군대의 일반 조직을 수립한다. 2010년 중반에 콩고 의회는 임시로 유기법 130으로 지정된 새로운 국방법을 논의했다.